# 2022년 투르크메니스탄 대통령 선거
2022년 투르크메니스탄 대통령 선거는 2022년 3월 12일 투르크메니스탄에서 치러졌다. 이번 선거는 투르크메니스탄의 6번째 대통령 선거였으며, 승자는 2029년까지 7년 임기를 수행할 것으로 예상된다.
이번 선거는 현직 구르반굴리 베르디무하메도프가 사임 의사를 밝힌 후 소집됐다. 소련으로부터 독립을 쟁취한 이후 이 나라를 통치해온 민주당은 베르디무하메도프의 아들 세르다르 베르디무하메도프를 후보로 선출했다. 베르디무하메도프는 많은 국제 관측통들에 의해 자유도 공정도 아닌 것으로 보이는 선거에서 72.97%의 득표율로 승리했다.

## 배경
투르크메니스탄에서 자유롭고 공정한 선거는 없었다. 2022년 선거는 권위주의적 맥락에서 치러졌다. 투르크메니스탄은 사파르무라트 니야조프와 구르반굴리 베르디무하메도프의 통치 하에 있는 전체주의 독재국가로 묘사되어 왔다. 투르크메니스탄 민주당은 2012년 이후 다당제 체제를 구현하기 위해 설립된 유일한 정당으로 여겨진다. 현재 모든 정당들이 정부를 지지하고 있다.
2012년에는 대통령의 임기를 5년에서 7년으로 연장하고 70세의 연령 제한을 없애도록 헌법을 개정했다. 이는 현직 구르반굴리 베르디무하메도프의 유임을 허용하기 위한 노력으로 여겨졌다. 그럼에도 불구하고, 그는 7년 임기의 불과 5년 만에 사임의 신호를 보냈다. 2022년 2월 12일 투르크메니스탄 의회는 헌법 81조에 따라 3월 12일로 선거를 일정하는 결의안을 통과시켰다. 대통령의 아들 세르다르 베르디무하메도프는 그의 아버지의 후계자로 널리 알려져 있었다.

## 선거 제도
투르크메니스탄의 대통령은 7년 임기의 결선투표제로 선출된다. 지원자의 최소 연령은 40세이다.

## 캠페인
캠페인 무대는 2월 21일에 시작되었다.
투르크메니스탄 선거법 제51조에 따르면 후보자는 등록 시점부터 선거 전 회의, 선거 운동 회의, 언론에서 발언할 수 있는 동등한 권리가 있다. 국가 권력과 지방 자치 단체, 기관, 단체 및 기업의 관료들은 후보자들이 선거와 관련된 필요한 정보를 얻는 것을 도울 의무가 있다.
투르크메니스탄 선거법 52조에 따르면 투르크메니스탄 대통령 후보자는 각각 에트랍과 에트랍의 권리를 가진 각 도시에 최대 3명의 대리인을 둘 수 있다.
투르크메니스탄 전역에서의 후보 회의는 국민, 기업·단체 노동단체 대표, 명예장로, 청년 등이 폭넓게 참가하여 개최하고 있다.

## 실시
2022년 2월 28일 독립국가연합(CIS)의 옵서버 임무가 투르크메니스탄에 도착했다.
조기투표는 3월 2일에 시작되었다. 총 41개의 투표소가 30개국에 개설되었다.
중앙선거관리위원회에 따르면 선거 투표율은 97%로 보고되었다.